# Little Meadows, Pennsylvania
Little Meadows là một thị trấn thuộc quận Susquehanna, tiểu bang Pennsylvania, Hoa Kỳ. Năm 2010, dân số của thị trấn này là 273 người.